# Vihtanen (ö i Pihtipudas, Alvajärvi)
Vihtanen är en ö i Finland. Den ligger i sjön Alvajärvi och i kommunen Pihtipudas i den ekonomiska regionen  Saarijärvi-Viitasaari och landskapet Mellersta Finland, i den centrala delen av landet, 400 km norr om huvudstaden Helsingfors. Öns area är 0,3 hektar och dess största längd är 100 meter i sydöst-nordvästlig riktning.